# Pennsylvania Hall
La Pennsylvania Hall, "uno degli edifici più comodi e splendidi della città", era un luogo abolizionista a Filadelfia, costruito nel 1837-38. Era un "Tempio della libera discussione", dove si potevano ascoltare conferenze di coloro che si opponevano alla schiavitù, dei diritti delle donne e di altri oratori che si occupavano di riforme. Quattro giorni dopo l'apertura fu distrutto da un incendio doloso, opera di una folla anti-abolizionista.
Ciò avvenne solo sei mesi dopo l'omicidio del Rev. Elijah P. Lovejoy da parte di una folla pro-schiavitù nell'Illinois, uno stato libero. Di conseguenza il movimento abolizionista si rafforzò. Il processo si ripeté con la Pennsylvania Hall; il movimento si rafforzò a causa dello sdegno causato dall'incendio. Gli abolizionisti si resero conto che in alcuni luoghi sarebbero stati affrontati con la violenza. Il paese divenne più polarizzato.

## Denominazione e scopo dell'edificio
Situato al n. 109 della 6° Strada a Filadelfia, il sito era "simbolicamente e strategicamente ideale". Era vicino al luogo in cui sono nati gli Stati Uniti, dove sono state create la Dichiarazione di Indipendenza e la Costituzione. Era anche al centro della comunità quacchera di Filadelfia, così attiva agli inizi dell'abolizione della schiavitù e nell'aiutare i fuggitivi.
Considerando l'organizzazione che lo costruì, gli uffici e i negozi ivi situati e le riunioni tenutesi durante i quattro giorni di utilizzo, il nuovo edificio era chiaramente destinato ad avere un focus abolizionista. Ma chiamarlo "Abolition Hall" sarebbe stato sconsiderato e provocatorio. "Pennsylvania Hall" era un'alternativa neutrale. "Il consiglio di amministrazione si prese la briga di chiarire che la sala non era ad uso esclusivo degli abolizionisti. Doveva essere aperto su base paritaria all'affitto da parte di qualsiasi gruppo "per qualsiasi scopo di carattere non immorale".

## Costruzione
La Sala fu costruita dalla Pennsylvania Anti-Slavery Society "perché gli abolizionisti avevano difficoltà a trovare spazio per le loro riunioni". L'edificio fu progettato dall'architetto Thomas Somerville Stewart; è stato il suo primo grande edificio.
Per finanziare la costruzione fdu creata una società per azioni. Duemila persone hanno acquistato azioni da 20 dollari, raccogliendo oltre 40.000 dollari. Altri hanno donato materiale e manodopera.
Nel gennaio 1838 Theodore Dwight Weld rifiutò l'offerta di tenere "un discorso" all'apertura dell'edificio.

## Descrizione del l'edificio
Al piano terra c'erano quattro negozi o uffici, che si affacciavano sulla Sixth St. Uno era una sala di lettura e una libreria abolizionista; un altro teneva l'ufficio del Pennsylvania Freeman, il giornale abolizionista appena reincarnato di John Greenleaf Whittier. Un altro teneva l'ufficio della Pennsylvania Anti-Slavery Society, il gestore dell'edificio e il quarto rta dedito alla vendita di prodotti coltivati o prodotti senza il lavoro degli schiavi (prodotti gratuiti).
Il primo piano conteneva anche "una sala di conferenza ordinata" con posti a sedere tra 200 e 300 persone, affacciata su Haines Street. C'erano due sale dei comitati e tre ampi ingressi e scale larghe 7 piedi (2,1 m) che conducevano al secondo piano.
Al secondo piano c'era un grande auditorium, con tre gallerie, al terzo piano, che lo circondavano, “con una capienza complessiva di forse tremila persone”. L'edificio era ventilato attraverso il tetto, per cui si poteva ottenere aria fresca senza aprire le finestre. Era illuminato a gas. Gli interni erano lussuosi”. Sopra il palco c'era uno striscione con il motto della Pennsylvania, “Virtù, Libertà e Indipendenza”.
Nel seminterrato, a causa del peso della pressa e dei caratteri, doveva trovarsi la pressa per il giornale abolizionista della Società, il National Enquirer and General Register, che era stato diretto da Benjamin Lundy, ma con il trasloco il successore di Lundy, John Greenleaf Whittier, assunse la direzione e il nome cambiò in Pennsylvania Freeman. Tuttavia, al momento dell'incendio la stampa non era ancora stata spostata e quindi sfuggì alla distruzione.

## Distruzione dell'edificio pianificata in anticipo
Quanto segue è tratto da una lettera al direttore firmata “J. A. G.”, pubblicata in un giornale di New York il 30 maggio:
Il sindaco di Filadelfia era a conoscenza di una “banda organizzata” pronta a disturbare la riunione e “forse a danneggiare l'edificio”:

## Cronologia
Le riunioni si tenevano nell'edificio prima della sua inaugurazione ufficiale il 14 maggio.
Per tutta la durata delle cerimonie, neri e bianchi si sedettero tra il pubblico senza alcuna separazione e, ad eccezione delle riunioni riservate alle donne, uomini e donne fecero altrettanto. Un pubblico così eterogeneo non era mai esistito a Filadelfia. Inoltre, donne e neri parlarono a un pubblico misto, il che fu per alcuni una gioia e per altri una minaccia per l'ordine sociale.

### Lunedì 14 maggio 1838
- Ore 10.00: “Il Presidente [dell'Associazione] prenderà la parola alle 10 in punto. Il Segretario leggerà un breve resoconto dei fondi che hanno indotto gli azionisti ad erigere l'edificio e gli scopi per cui sarà utilizzato. Inoltre, saranno presentate diverse lettere interessanti di persone lontane”.[12] Sono state lette le lettere del filantropo Gerrit Smith, dell'organizzatore abolizionista Theodore Weld, che era stato invitato a parlare alla riunione,[13] e dell'ex presidente John Quincy Adams. Il senatore dell'Ohio Thomas Morris, invitato a gennaio a parlare alla cerimonia, non poté partecipare e inviò anch'egli una lettera che venne letta.[14]

La lettera di Adams recitava in parte:
Ho appreso con grande soddisfazione... che l'Associazione Pennsylvania Hall ha eretto un grande edificio nella vostra città, dove la libertà e l'uguaglianza dei diritti civili possono essere discusse liberamente e i mali della schiavitù possono essere rappresentati senza timore. ...Mi rallegro del fatto che, nella città di Filadelfia, gli amici della libera discussione abbiano eretto una sala per il suo utilizzo libero.
“Dopo di che David Paul Brown, consulente legale di questa città, terrà un'orazione sulla libertà".
- “Nel pomeriggio il Liceo di Filadelfia si riunirà alle 3, quando verrà letto un Essay upon the Lyceum system of Instruction, showing its advantages, mode of operation, &c. (Saggio sul sistema di istruzione liceale, che ne illustra i vantaggi, le modalità di funzionamento, ecc.), scritto da Victor Value, di Filadelfia. Alle 15:30 James P. Espy, di Filadelfia, spiegherà le cause di venti, nuvole, tempeste e altri fenomeni atmosferici. Alle 16.30 verranno lette diverse domande interessanti che verranno sottoposte ai vari membri del Liceo per essere risolte nella riunione di martedì pomeriggio. L'incontro si concluderà con una discussione sulla domanda: “Che cosa ha maggiore influenza, la ricchezza o la conoscenza?”. Il dibattito sarà aperto da due membri del Liceo, dopodiché ogni membro o visitatore potrà partecipare. La riunione si concluderà alle 18”.[12] Il Lyceum, “per non apparire in alcun modo collegato con l'istituzione benevola nota con il nome di Società antischiavista”, ha chiesto all'Associazione Pennsylvania Hall di non pubblicare gli atti delle riunioni del lunedì e del martedì pomeriggio.
- “Riunione serale alle 8. Conferenza sulla temperanza tenuta da Thomas P. Hunt, della Carolina del Sud, preceduta da un breve discorso di Arnold Buffum, di Filadelfia, sullo stesso argomento”.[12] “Una persona nelle vicinanze ha lanciato una mattone contro la finestra e la persiana”.[16]
- La sera, a casa di Ann R. Frost, sorella della sposa, si svolse “quello che fu, almeno tra gli abolizionisti, il matrimonio del secolo”,[17] “un matrimonio abolizionista”:[3] Angelina Grimké sposò Theodore Dwight Weld. La coppia, che si era conosciuta durante una sessione di formazione abolizionista, scrisse le proprie promesse matrimoniali. Erano presenti William Lloyd Garrison, Lewis Tappan, Henry B. Stanton, Henry C. Wright, Maria Weston Chapman, James G. Birney, Abby Kelley, Sarah Mapps Douglass, la sorella della sposa Sarah Grimké[3] e due ex schiavi della famiglia Grimké, di cui Ann aveva acquistato la libertà. La torta fu preparata da un pasticciere nero, utilizzando zucchero di libera produzione. Le benedizioni sono state impartite da un ministro bianco e da uno nero;[3] quello nero era Theodore S. Wright.[18]

### Martedì 15 maggio
- Alle 10 del mattino la prima Anti-Slavery Convention of American Women  (Convenzione antischiavista delle donne americane) tenne una riunione preliminare nel “salone delle sedute”; erano presenti le sorelle Grimké, Lucretia Mott, Maria Weston Chapman, Susan Paul, Sarah Mapps Douglass, Juliana Tappan, figlia maggiore del filantropo e attivista abolizionista Lewis Tappan e altre provenienti dal Maine.[19]
- Nel “Grand Saloon”, il rappresentante della Pennsylvania Walter Forward, che avrebbe dovuto parlare del “diritto di libera discussione”,[15] e il senatore dell'Ohio Thomas Morris non si presentarono come annunciato.[3] James Burleigh lesse, su richiesta di Whittier, un lungo “discorso poetico” di John Greenleaf Whittier, che era presente.[1][3] L'abolizionista locale Lewis C. Gunn parlò a lungo in modo estemporaneo, seguito da Burleigh che parlò della deportazione degli indiani e da Alvin Stewart sui Seminole:[20] il 23 maggio era il termine ultimo per la rimozione dei nativi americani dal Sentiero delle lacrime dalla Florida, dalla Georgia e da altri Stati del Sud verso il futuro Oklahoma.[21] In risposta alle richieste del pubblico, Garrison, “che non era stato invitato a parlare a Filadelfia dal 1835”, si alzò per attaccare il discorso di Brown, per non aver rifiutato la “colonizzazione”, seguito da Burleigh e Stewart, che criticarono sia Brown che la colonizzazione. “Non vedendo la fine del dibattito e con i membri del Lyceum in attesa di utilizzare la sala”, Samuel Webb annunciò che il dibattito sull'abolizionismo contro la colonizzazione, annunciato per la settimana successiva, avrebbe avuto luogo la mattina successiva.[3]
- Il Lyceum si riunì nel pomeriggio, esaminando “la storia, la condizione attuale e le prospettive future della mente umana”, e “se l'opposizione o l'approvazione da parte di altri forniscano una prova maggiore del merito di un uomo”.[3]
- Alle 16, sempre nella sala delle sedute, la Convenzione antischiavista delle donne americane costituì un comitato per preparare un ordine del giorno (“attività”). Il giorno seguente si sarebbero riunite nella Temperance Hall.[3][19]
- “Alleghiamo una cartolina scritta, i cui numeri sono stati affissi in varie parti della città e, per quanto abbiamo visto, sembravano tutti scritti con la stessa mano.

### Mercoledì 16 maggio
- La riunione annuale della Pennsylvania State Anti-Slavery Society “per il Distretto Orientale” era stata annunciata per le 10 del mattino,[24] ma si riunì invece alle 8, per consentire lo svolgimento di un dibattito sull'abolizione rispetto alla colonizzazione. La riunione si concluse alle 14.00.[3]
- Nel Grand Saloon, una grande folla si riunì per ascoltare il dibattito sulla colonizzazione contro l'abolizionismo. Nessuno si presentò per sostenere la colonizzazione, così i sostenitori dell'abolizione procedettero a discutere “La schiavitù e il suo rimedio”.[3]
- Circa 50-60 persone si riunirono all'esterno, minacciando occasionalmente i partecipanti. Il gruppo crebbe nel corso della giornata, usando un linguaggio sempre più offensivo. I gestori dell'edificio assunsero due guardiani per mantenere la pace.[3]
- Quella sera, William Lloyd Garrison presentò Maria Weston Chapman a un pubblico di 3.000 abolizionisti. La folla all'esterno divenne violenta, spaccando le finestre e facendo irruzione nella riunione. Nonostante i disordini, Angelina Grimké Weld convinse il pubblico a rimanere con un discorso di un'ora. Per proteggere i membri più vulnerabili, il gruppo di bianchi e neri lasciò l'incontro, a braccetto, sotto una pioggia di sassi e insulti.[1][5]

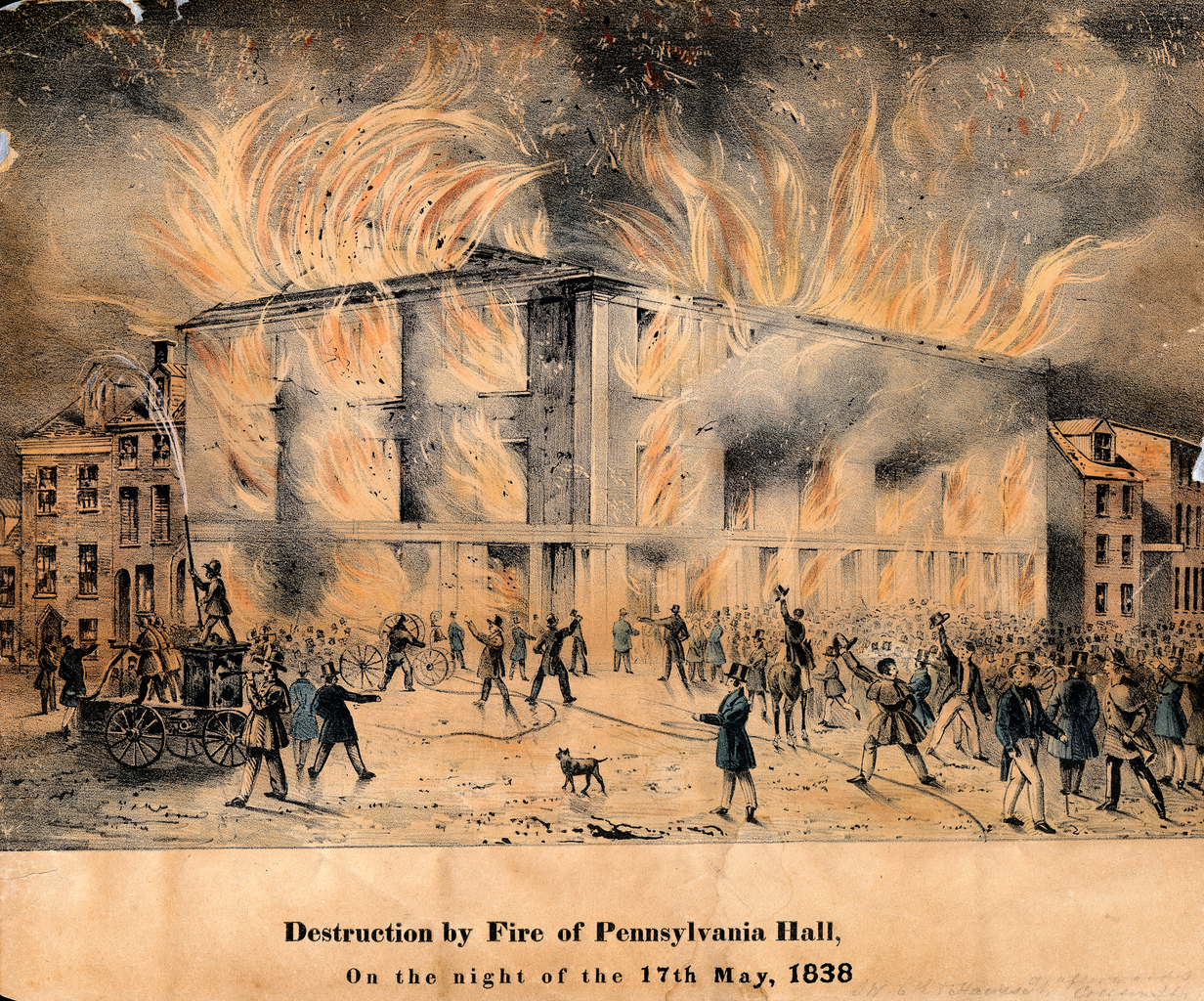
L'Incendio della Pennsylvania Hall, stampa di John Caspar Wild. Si notano i pompieri che spruzzano acqua sull'edificio adiacente.

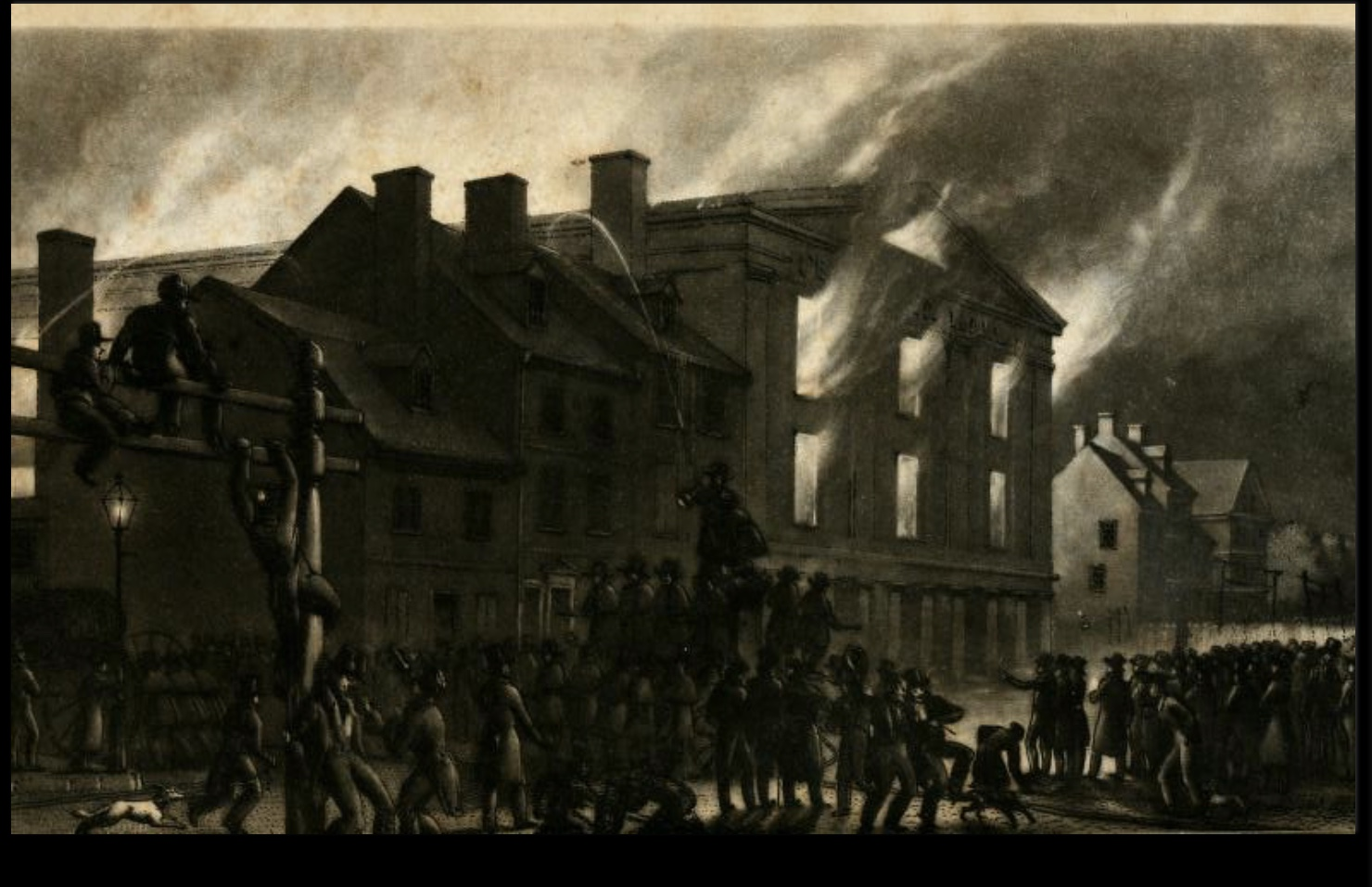
Incisione di John Sartain, testimone oculare. Si noti l'acqua diretta verso l'edificio adiacente.

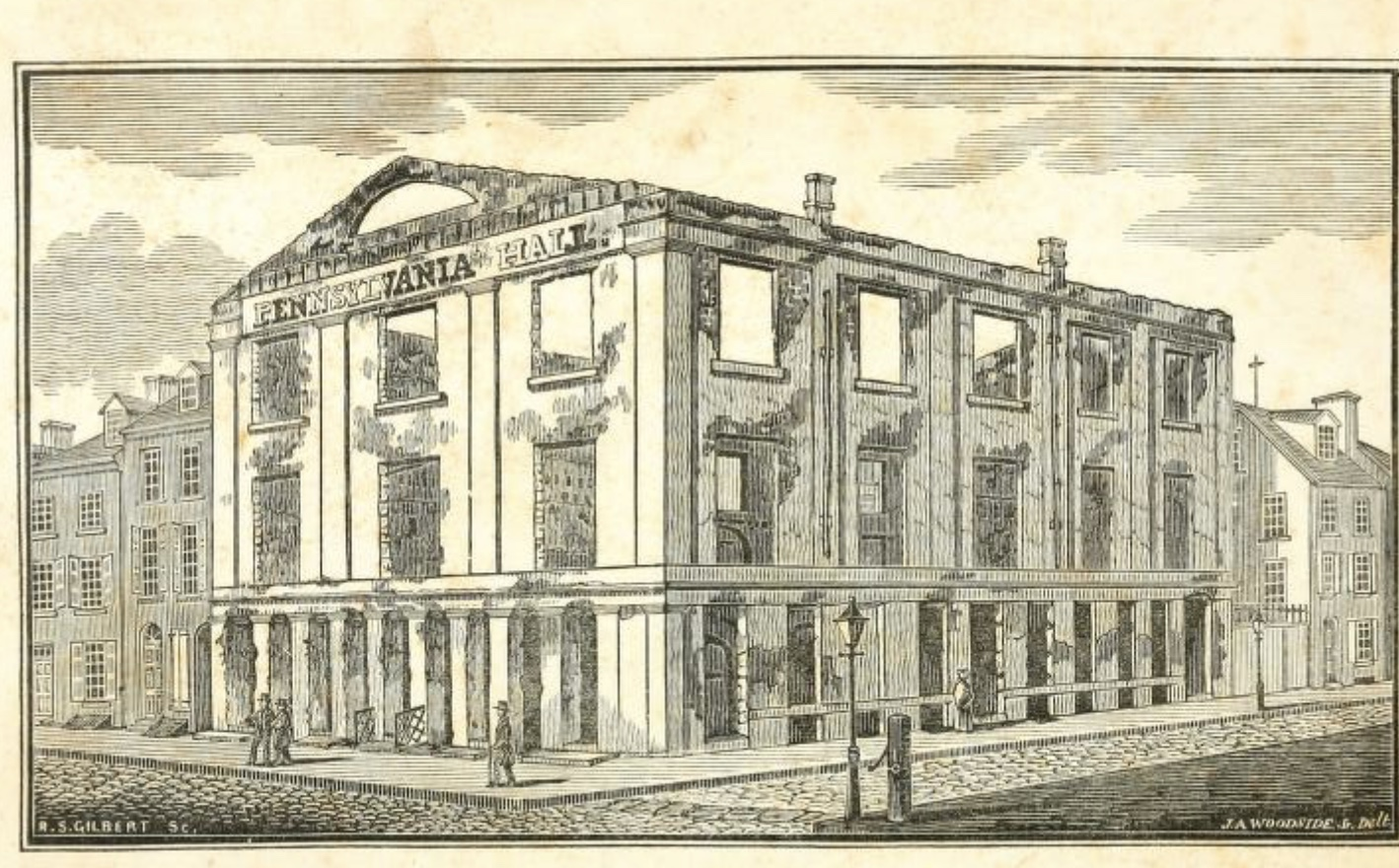
La Pennsylvania Hall dopo l'incendio. Inciso da Reuben S. Gilbert dopo un lavoro di John Archibald Woodside, Jr.

### Giovedì, 17 Maggio
- La Convenzione antischiavista delle donne americane si riunì nuovamente nella sala principale del palazzo, dopo essersi incontrata mercoledì nella Temperance Hall. "Si rifiutarono di aderire alla richiesta del sindaco di limitare l'incontro alle sole donne bianche”.[5]
- Una convenzione sul lavoro a chiamata (retribuito e non di schiavi), il cui scopo era quello di creare un'associazione nazionale del lavoro a chiamata, si riunì in una sala riunioni alle 8 del mattino e nel Grand Saloon alle 14.[3][26] (Vedi Free-produce movement).
- I dirigenti si riunirono e decisero di scrivere lettere al sindaco e allo sceriffo per chiedere protezione. Tre andarono a incontrare il sindaco, lo informarono della situazione, gli mostrarono il cartello e si offrirono di “fornirgli il nome di uno dei capi della folla”. “Il sindaco diede poche informazioni sulla volontà di intervenire. ... Disse: 'Ci sono sempre due parti in una questione, è l'opinione pubblica a fare le folle, e novantanove su cento di quelli con cui parlo sono contro di voi'”. Disse che la sera si sarebbe rivolto alla folla, ma non poté fare altro.[3]
- La sera si sarebbe riunita la Wesleyan Antislavery Society della Chiesa Episcopale Metodista di Filadelfia.[3]
- “Il 17, di primissima sera, i gestori, su richiesta di John Swift, sindaco della città, chiusero la sala e gli consegnarono le chiavi, avendo egli consigliato di astenersi dal tenere una riunione serale, come mezzo necessario per garantire la sicurezza dell'edificio”.[27]
- Una folla numerosa si era radunata e aumentava di momento in momento. Il sindaco, dopo aver preso la chiave, si rivolse alla folla con un linguaggio deferente; e raccomandando loro di andare a casa e a letto, come intendeva fare, augurò loro “una buona notte” e lasciò il terreno tra gli applausi dell'assemblea. Circa mezz'ora dopo, le porte furono forzate dalla folla e la sala fu data alle fiamme, con poca apparente resistenza da parte della polizia”.[27] “Non è stato fatto alcun tentativo di sedare la rivolta”, scrisse un testimone oculare.[28]
- Le autopompe della città si recarono sul posto e, con i loro sforzi, protessero gli edifici circostanti. Molti dei pompieri non erano disposti a spegnere l'incendio nella Hall, e alcuni che hanno tentato di farlo sono stati dissuasi da minacce di violenza”.[27] I vigili del fuoco non hanno tentato di salvare la sala, ma si sono concentrati sulle strutture adiacenti. “Quando un'unità tentò di bagnare il nuovo edificio, i suoi uomini divennero il bersaglio delle manichette delle altre unità”.[5] Come riportato in una lettera di un testimone oculare al New Orleans True American:

- *"I giornali dicono che delle molte migliaia di persone che si sono affollate nelle vicinanze per assistere alla combustione di questo bellissimo edificio, la maggior parte erano ‘persone rispettabili e ben vestite, che evidentemente guardavano con approvazione’. ... Si dice che quando il tetto di questo nobile tempio della libertà è crollato si è levato un grido universale di trionfo”.[29]

### Venerdì 18 maggio
- Per venerdì furono annunciate le seguenti riunioni: “Domani la Società Statale Anti-Schiavitù si riunirà alle 8 del mattino, la Free Produce Convention alle 10. La Convenzione delle Donne Americane si riunirà alle 13 e la Free Produce Convention alle 4 del pomeriggio. La Convenzione delle donne americane si riunirà all'una del pomeriggio e la Convenzione dei prodotti liberi si riunirà alle quattro del pomeriggio, mentre la Pennsylvania State Anti Slavery Society si riunirà alle otto di sera”.[30] Lunedì 21 si sarebbe dovuto tenere un dibattito tra abolizionisti e colonizzatori.[3]
- I partecipanti alla Requited Labor Convention si riunirono “presso le rovine della Pennsylvania Hall” e si trasferirono nella residenza di James Mott, dove fu istituito un comitato per trovare un luogo per le future riunioni.
- La notte successiva, il 18, un corpo di persone completamente estranee alla località attaccò e appiccò il fuoco all'istituzione caritatevole degli Amici, chiamata Shelter for Colored Children, nella Tredicesima Strada, sopra Callowhill, danneggiando notevolmente l'edificio prima che il fuoco fosse spento”.[31] L'edificio “è stato preservato con difficoltà da una completa distruzione grazie all'energico comportamento dei pompieri e del magistrato di polizia del distretto”.[32]

### Sabato 19 maggio
- La sera successiva, il 19, la Chiesa di Bethel, nella South Sixth Street, appartenente a persone di colore, è stata attaccata e ha subito danni”.[31] “Questa avrebbe condiviso la sorte della Pennsylvania Hall, se il cancelliere della città, con uno spirito che gli fa onore, non si fosse intromesso per fare ciò che il sindaco avrebbe dovuto fare il primo giorno, e formando una pattuglia di cittadini ben disposti intorno all'edificio, avesse dissuaso i rivoltosi dalla loro violenza premeditata”.[32]
- La folla, dopo aver regolato gli affari della chiesa, ha esteso le sue preoccupazioni alla stampa pubblica. Il Philadelphia Ledger aveva scontentato la gente per la libertà di alcuni suoi commenti sul diritto delle folle di insultare le donne e distruggere le proprietà, e l'ufficio del Philadelphia Ledger era di conseguenza destinato alla distruzione”.[32] Tuttavia, non vi fu alcun attacco.

## Conseguenze
Il rogo fu molto lodato dai giornali del Sud. Un giornale del Nord, che difendeva la schiavitù, incolpò della rivolta gli abolizionisti.

### Ricompense
Il sindaco di Filadelfia, John Swift, offrì una ricompensa di 2.000 dollari e il governatore della Pennsylvania, Joseph Ritner, di 500 dollari. Samuel Yaeger, descritto come "un uomo di notevole reputazione e padre di cinque figli", fu arrestato. È presumibilmente l'arrestato “individuo di buona reputazione” che fu osservato “impegnato a demolire le tende e a incitare altri alla distruzione dell'edificio”. Un altro uomo è stato arrestato con lui. Furono eseguiti altri arresti, ma non ci furono processi, tanto meno condanne, e non furono mai richieste ricompense.

### Indagine del sindaco e della polizia
Il sindaco di Philadelphia, John Swift, ricevette molte critiche dalla stampa.
Alla fine, il rapporto ufficiale della città attribuì la colpa dell'incendio e dei disordini agli abolizionisti, affermando che avevano sconvolto i cittadini incoraggiando la “mescolanza delle razze” e incitando alla violenza

### Ruolo dello sceriffo
Lo sceriffo della Contea di Filadelfia, John G. Watmough, nel suo rapporto al Governatore, dichiarò: “Ho arrestato con le mie mani una decina o una dozzina di rivoltosi, tra cui un robusto negro impegnato a forzare le porte con un ceppo di legno e un giovane con un marchio di fuoco in mano. Sono stati salvati con la forza o sono stati rimessi in libertà da coloro nelle cui mani li avevo consegnati. Ho chiesto invano aiuto, nessuno mi ha risposto”. Tuttavia, "molti individui sono già in carcere".
Subito dopo l'incendio, la Philadelphia Hall Society istituì un nuovo fondo per raccogliere 50.000 dollari per la ricostruzione. Di questo tentativo non si seppe più nulla.

### Tentativi di recuperare i danni della città.
Tutte le fonti concordano sul fatto che, essendo stato distrutto da una folla, la città era finanziariamente responsabile dei danni dell'edificio, secondo una recente legge. Dopo molti anni e molte controversie, la Anti-Slavery Society riuscì a recuperare una parte della perdita dalla città.

## Impatto a livello nazionale
“In definitiva, la distruzione della Pennsylvania Hall contribuì al risveglio dell'opinione pubblica del Nord, essenziale per la sconfitta della schiavitù”. “Il guscio sventrato rimase in piedi per diversi anni dopo l'incendio, diventando un luogo di pellegrinaggio per gli abolizionisti”. “Nella distruzione di questa sala consacrata alla libertà, è stato di fatto acceso un fuoco che non si spegnerà mai. Il progresso della nostra causa nello Stato Chiave di volta, può ora essere considerato certo”.
“Il Philadelphia Public Ledger, che è stato minacciato di essere demolito dai rivoltosi durante l'ultima sommossa, afferma che la sua tiratura giornaliera è aumentata di quasi duemila copie dopo i disordini, nonostante la sua opposizione intransigente alle folle”.

## Fonti principali
- (EN) Samuel Webb (a cura di), Storia della Pennsylvania Hall, distrutta da una folla il 17 maggio 1838, Filadelfia, Merrihew and Gunn, 1838.
- (EN) Boston Female Anti-Slavery Society, Quinto rapporto annuale della Società femminile antischiavista di Boston, Boston, 1838.
- (EN) Fall River Female Anti-Slavery Society, Relazione di una delegata alla Convenzione antischiavista delle donne americane, tenutasi a Filadelfia nel maggio 1838, con un resoconto delle altre riunioni tenutesi nella Pennsylvania Hall e della rivolta: indirizzata alla Fall River Female Anti-Slavery Society e pubblicata su richiesta della stessa, Boston, Isaac Knapp, 1838.
- (EN) Anti-Slavery Convention of American Women, Atti della [seconda] convenzione antischiavista delle donne americane, tenutasi a Filadelfia il 15, 16, 17 e 18 maggio 1838, Filadelfia, Merrihew and Gunn, 1838.
- (EN) Filadelfia (Pa.). Committee on Police, Rapporto della Commissione di Polizia: sulle circostanze che hanno caratterizzato la distruzione della Pennsylvania Hall e altri conseguenti disordini della pace [pagina 1 di 2]., in Public Ledger (Filadelfia, Pennsylvania), 18 luglio 1838,  pp. 1-2. (La pagina 2 è qui). Pubblicato anche come opuscolo, OCLC 27720902.
- (EN) John G. Watmough, Discorso di John G. Watmough, alto sceriffo, ai suoi elettori, in riferimento ai disordini avvenuti nella città e nella contea di Filadelfia, durante l'estate del 1838, Filadelfia, C. Alexander, 1838.
- (EN) Verbale dei lavori del Convegno di lavoro richiesto, tenutosi a Filadelfia, il 17 e 18 del quinto mese, e con aggiornamento il 5 e 6 del nono mese, 1838, Filadelfia, Merrihew and Gunn, 1838.

## Eredità
- The Tocsin del Rev. John Pierpont, in occasione della distruzione della Hall, è stato pubblicato in forma anonima su The Liberator del 25 maggio.[46][47]

## Indicatore storico
Nel 1992, la Commissione per la storia e i musei della Pennsylvania ha eretto un cartello nel luogo in cui si trovava la Hall. Il cartello recita: “Costruita in questo luogo nel 1838 dalla Pennsylvania Anti-Slavery Society come luogo di incontro per gli abolizionisti, questa sala fu rasa al suolo da rivoltosi anti-neri tre giorni dopo la sua apertura”.